# قرار مجلس الأمن التابع للأمم المتحدة رقم 1725
قرار مجلس الأمن التابع للأمم المتحدة رقم 1725، الذي تم تبنيه بالإجماع في 6 ديسمبر 2006، بعد التذكير بالقرارات السابقة بشأن الوضع في الصومال، ولا سيما القرارات 733 (1992) و1356 (2001) و1425 (2002)، أذن المجلس للهيئة الحكومية الدولية المعنية بالتنمية والاتحاد الأفريقي لتأسيس بعثة حماية وتدريب في البلاد.
تم تنفيذ القرار في عام 2007. ولن تنشر الدول المتاخمة للصومال قوات في مهمة الإيقاد والاتحاد الأفريقي.

## القرار

### أعمال
وأعاد المجلس، عملاً بالفصل السابع من ميثاق الأمم المتحدة، التأكيد على أن الميثاق الاتحادي الانتقالي والمؤسسات يمثل السبيل الوحيد لتحقيق السلام والاستقرار، وفي هذا الصدد شجع الحوار بين الأطراف الصومالية والوفاء بالالتزامات.
وتم تفويض دول الهيئة الحكومية الدولية والاتحاد الأفريقي بإنشاء بعثة حماية وتدريب في الصومال، على أن تتم مراجعتها بعد ستة أشهر. وكان لها الولاية التالية:
(أ) مراقبة الحوار بين المؤسسات الاتحادية الانتقالية واتحاد المحاكم الإسلامية؛
(ب) ضمان حرية التنقل وسلامة جميع المشاركين في عملية الحوار؛
(ج) الحفاظ على الأمن ورصده في بيدوا؛
(د) حماية أعضاء وهياكل المؤسسات الاتحادية الانتقالية؛
(هـ) تدريب قوات الأمن التابعة للمؤسسات الاتحادية الانتقالية.
ولن تنشر الدول المتاخمة للصومال قوات في المهمة. لن ينطبق حظر الأسلحة على أفراد بعثة الاتحاد الأفريقي في الصومال. وأخيراً، طُلب من الأمين العام كوفي عنان تقديم تقرير عن التقدم الذي أحرزته العملية في غضون 30 يومًا وكل 60 يومًا بعد ذلك.

## روابط خارجية
- نص القرار في undocs.org